# Stu Gilliam
Pour les articles homonymes, voir Gilliam.
Stu Gilliam est un acteur américain né le 27 juillet 1933 à Détroit (Michigan) et mort le 11 octobre 2013 à České Budějovice en République tchèque.

## Filmographie
Sauf indication contraire, les informations mentionnées dans cette section peuvent être confirmées par la base de données cinématographiques IMDb,  présente dans la section « Liens externes ».

### Cinéma
- 1969 : Listen to the Man de Richard Kaplowitz : ?
- 1971 : La Cane aux œufs d'or (The Million Dollar Duck) de Vincent McEveety : ? (rôle mineur non crédité)
- 1973 : Le Mac (The Mack) de Michael Campus : Announcer
- 1974 : The Man from Clover Grove de William Byron Hillman : Député Billy Van Middlespoon
- 1975 : Adieu ma jolie (Farewell, My Lovely) de Dick Richards : Man
- 1976 : La Folle Escapade (No Deposit, No Return) de Norman Tokar : le policier dans l'appartement
- 1976 : Dr. Black, Mr. Hyde (en) de William Crain (en) : Silky, the pimp
- 1977 : Les Chaînes (en) (Brothers) de Arthur Barron : Robinson
- 1978 : Les Visiteurs d'un autre monde (Return from Witch Mountain) de John Hough: Dolan
- 1979 : Le Retour du gang des chaussons aux pommes (The Apple Dumpling Gang Rides Again) de Vincent McEveety : The Black CookStu Gilliam
- 1981 : Max et le Diable (The Devil and Max Devlin) de Steven Hilliard Stern : Orderly #1
- 1980 : The Harlem Globetrotters Meet Snow White de Joseph Barbera et William Hanna : Curly (voix)
- 1983 : On met les voiles (en) (Off the Wall) de Rick Friedberg : Lester Poindexter
- 1991 : Chienne de vie (Life Stinks) de Mel Brooks : Desmond
- 1993 : Meteor Man (The Meteor Man) de Robert Townsend : Dr. Jones the Head Physician

### Télévision

#### Séries télévisées
- 1968 : Good Morning World (en) : Billy (1 épisode)
- 1968 : Max la Menace (Get Smart) : Samuels (saison 3, épisode 25)
- 1969-1970 : Laugh-In : régulier (5 épisodes)
- 1969-1970 : Love, American Style : Harley Davis / Leroy (saison 1, épisode 4 et saison 2, épisode 8)
- 1970 : Julia (en) : Lui-même (saison 3, épisode 3)
- 1970-1971 : Les Harlem Globetrotters (The Harlem Globetrotters) : Freddie 'Curly' Neal (voix, 22 épisodes)
- 1972 : The Houndcats (en) : Ding Dog (voix, 13 épisodes)
- 1972-1973 : Fantomatiquement vôtre, signé Scoubidou (The New Scooby-Doo Movies) : Freddie 'Curly' Neal / voix additionnelles (voix, 9 épisodes)
- 1973-1974 : Roll Out (en) : Cpl. 'Sweet' Williams (12 épisodes)
- 1976-1978 : What's Happening!! (en) : Gary / Willie Spencer (saison 1, épisode 4 et saison 3, épisode 10)
- 1977 : Quincy (Quincy, M.E.) : le chauffeur du docteur Hiro (saison 2, épisode 7)
- 1977-1984 : ABC Weekend Specials : Sheriff / George Sherman (saison 1, épisode 2 et saison 8, épisode 1 )
- 1979 : Harris and Company (en) : Charlie Adams (4 épisodes)
- 1979 : B.J. and the Bear : Jim (saison 1, épisode 9)
- 1979 : The Super Globetrotters (en) : Freddie 'Curly' Neal / Sphere Man (voix, 13 épisodes)
- 1980 : The Misadventures of Sheriff Lobo : Monsieur Avery (saison 1, épisode 21)[2]
- 1982 : Herbie, un amour de Coccinelle (Herbie, the Love Bug) : un policier (saison 1, épisode 4)
- 1983 : Détective Small et monsieur Frye (Small & Frye) : le fleuriste (saison 1, épisode 3)
- 1983-1987 : Simon et Simon (Simon & Simon) : Walter Newcomb / Inspecteur Harkness (saison 2, épisode 22 et saison 6, épisode 19)
- 1984 : Allô Nelly bobo (Gimme a Break!) : ? (saison 4, épisode 8)
- 1985 : Wildside (en) : chef de la troupe de danse (saison 1, épisode 6)
- 1985 : Arabesque (Murder, She Wrote) : Cabbie (saison 2, épisode 8)
- 1987-1988 : The Law & Harry McGraw (en) : Dexter (saison 1, épisode 5 et 16)

#### Téléfilms
- 1969 : Three's a Crowd (en) de Harry Falk : Ralph Wilcox
- 1971 : Decisions! Decisions! (en) de Alex Segal : ?
- 1978 : Love Is Not Enough de Ivan Dixon : Cousin Charley Adams